# 2025-ös albániai parlamenti választás
A 2025-ös albániai parlamenti választást május 11-én tartották, amelyen az albán nemzetgyűlés 140 képviselőjét választották meg. Ez az első olyan albán parlamenti választás, amelyen a határon túli albánoknak lehetőségük volt levélben szavazni.

## Háttér
A 2021-es albániai parlamenti választás során az Albán Szocialista Párt (PS) 74 mandátumot szerzett, amely Edi Rama miniszterelnöki újraválasztását jelentette. Az Albán Demokrata Párt (PD) által vezetett szövetség 43-ről 59-re növelte a megszerzett mandátumainak számát, amelyek közül 9 mandátumot a szövetségben résztvevő kisebb pártok szereztek meg.
2021 júniusában a nemzetgyűlés alkotmányos vádeljárást indított Ilir Meta elnökkel szemben, a vád szerint aláásta az elnökség pártatlanságát és a PS ellen irányuló álláspontjával beavatkozott a választásba. 2022 februárjában az albán alkotmánybíróság úgy határozott, hogy Meta cselekedetei nem sértették meg az alkotmányt.

## Választási rendszer
Albánia választási rendszere az alkotmányban és a választási törvényben meghatározott elveken alapszik. Mint parlamentáris köztársaság, Albánia területi arányos képviseleti rendszert alkalmaz, amely a politikai pártok által szerzett szavazatok arányában osztja el a parlamenti mandátumokat. A parlament 140 képviselőjét négy éves időtartamra választják meg. Az alkotmány kimondja, hogy a választójog egyenlő, szabad és titkos választással gyakorolható. Minden 18. életévét betöltött állampolgár, akit nem fosztottak meg választójogától, jogosult részt venni a választáson. A választási törvény részletes eljárásokat határoz meg a választók nyilvántartásba vételére, biztosítva a teljes mértékű részvételt a választási folyamatban minden jogosult állampolgár részére. 
A parlamenti képviselők elosztása Albánia 12 megyéjének lakosságszáma alapján történik. Az arányos képviselet biztosítása érdekében a mandátumok pártok közötti elosztására a D’Hondt-módszert alkalmazzák. A parlamenti bejutási küszöb egy százalék. Minden pártnak 140 jelöltet kell nyílt és 46 jelöltet kell zárt listán indítani országos szinten. 2024. december 7-én a Központi Választási Bizottság (Komisioni Qendror i Zgjedhjeve – KQZ) jóváhagyta a mandátumok elosztását, Tirana megye 37 képviselőt választ majd, míg Korça megye képviselete egy mandátum elvesztése miatt 10 főre csökken.
| #  | Megye       | Népesség 2024-ben | Mandátumok | +/–     |
| -- | ----------- | ----------------- | ---------- | ------- |
| 1  | Berat       | 140,956           | 7          | Állandó |
| 2  | Dibër       | 107,178           | 5          | Állandó |
| 3  | Durrës      | 226,863           | 14         | Állandó |
| 4  | Elbasan     | 232,580           | 14         | Állandó |
| 5  | Fier        | 240,377           | 16         | Állandó |
| 6  | Gjirokastra | 60,013            | 4          | Állandó |
| 7  | Korça       | 173,091           | 10         | 1       |
| 8  | Kukës       | 61,998            | 3          | Állandó |
| 9  | Lezhë       | 99,384            | 7          | Állandó |
| 10 | Shkodër     | 154,479           | 11         | Állandó |
| 11 | Tirana      | 758,513           | 37         | 1       |
| 12 | Vlora       | 146,681           | 12         | Állandó |

### A választás időpontja
Az albán alkotmány kimondja, hogy a nemzetgyűlési választásokat legkorábban 30, de legkésőbb 60 nappal a parlament mandátumának lejárta előtt kell megtartani. 2024. október 11-én Ilirjan Celibashi, a KQZ biztosa a 2025. április 20. és május 11. közötti időszakot javasolta a választás legalkalmasabb idejeként. 2024. november 11-én Bajram Begaj elnök hivatalosan is megkezdte az egyeztetéseket a választás időpontjának meghatározása érdekében, november 19-én pedig megtartotta az első konzultációs fordulót, amikor a kisebb ellenzéki pártok vezetőivel egyeztetett. Ők az Európai Politikai Közösség (EPC) 2025. május 9-én tartandó csúcstalálkozója miatt 2025. május 4-ét javasolták választási időpontként. A PD elutasította a részvételt az elnöki konzultációkon. Végül, december 5-én Begaj bejelentette, hogy a választást 2025. május 11-én tartják.

### 2024-es választási törvénymódosítás
2024. július 26-án a parlament elfogadta az új választási törvény módosítását, amely többek között a külföldön élő albánok szavazására vonatkozó rendelkezéseket tartalmazta, lehetővé téve az albán diaszpóra levélben történő szavazását. A módosítás a jelöltlista egyharmadának zártságát is előírta, továbbá azt, hogy a nyílt listán megválasztott minden harmadik képviselőnek nőnek kell lennie, ezzel is elősegítve a nemek közötti képviseleti egyensúly javítását a választási rendszerben.

## Induló pártok
A választáson indulni kívánó pártoknak legkésőbb 70 nappal a tervezett választási időpont előtt egy regisztrációs kérelmet kell benyújtani a Központi Választási Bizottságnak. 2025. március 5-ig a KQZ 53 pártot és 3 koalíciót regisztrált. Ahhoz, hogy egy párt felkerüljön a szavazólapra, vagy rendelkeznie kell képviselőkkel a jelenlegi parlamentben, vagy legalább 5000 (koalíciók esetén 7000) aláírást kell összegyűjtenie. A következő táblázat a szavazólapon szereplő pártokat és koalíciókat tartalmazza:
| Lista száma | Párt vagy koalíció | Párt vagy koalíció | Párt vagy koalíció | Listavezető     | Ideológia |
| ----------- | ------------------ | ------------------ | --- | --------------- | --- |
| 1           |                    | PD–ASHM            | Demokrata Párt–Szövetség egy Nagy Albániáért Partia Demokratike–Aleanca për Shqipërinë Madhështore Összetétel - Albán Demokrata Párt (PD) Partia Demokratike - Albán Szabadságpárt (PL) Partia e Lirisë - Igazság, Integráció és Egység Párt (PDIU) Partia për Drejtësi, Integrim dhe Unitet - Albán Republikánus Párt (PR) Partia Republikane Shqiptare - Környezetvédő Agrárpárt (PAA) Partia Agrare Ambientaliste - Törvényes Mozgalom Párt (PLL) Partia Lëvizja e Legalitetit - Egység az Emberi Jogokért Párt (PBDNJ) Partia Bashkimi për të Drejtat e Njeriut - Albán Demokeresztény Párt (PDK) Partia Demokristiane e Shqipërisë - Albán Kereszténydemokrata Párt (PKD) Partia Kristian Demokrate e Shqipërisë - Új Demokrata Szellem (FRD) Fryma e Re Demokratike - Liberális Demokrata Unió (BLD) Bashkimi Liberal Demokrat - Albán Nemzeti Front Párt (PBK) Partia Balli Kombëtar Shqiptar - Demokrata Nemzeti Front Párt (PBKD) Partia Balli Kombëtar Demokrat - Demokrata Uniópárt (PBD) Partia Bashkimi Demokrat - Konzervatív Közösség Albániáért (AKPSH) Aleanca Konservatore për Shqipërinë - Albán Nemzeti Konzervatív Párt (PKKA) Partia Kombëtare Konservatore Albania - Albán Emigrációs Párt (PESH) Partia Emigracion Shqiptar - Nemzeti Arbnore Szövetség (AAK) Aleanca Arbnore Kombëtare - Fogyatékkal Élők Pártja (PAK) Personat me Aftësi të Kufizuar - Demokratikus Mozgalom a Változásért Párt (PLDN) Partia Lëvizja Demokratike Për Ndryshim - Albán Időpárt (ORA) Partia Ora e Shqipërisë - Albán Kereszténydemokrata Liga (LDKSH) Lidhja Demokristiane Shqiptare - Albánia Európaivá Tételéért és Integrációjáért Párt (PEISH) Partia për Europianizim dhe Integrimin e Shqipërisë - Az Igazi Albán Út Párt (RVSH) Rruga e Vërtetë Shqiptarë | Sali Berisha    | Európa-pártiság Amerika-pártiság Konzervativizmus Antikommunizmus Albán nacionalizmus Jobboldali populizmus Kisebbségi érdekek |
| 2           |                    | LB                 | Együtt Mozgalom Lëvizja Bashkë | Arlind Qori     | Demokratikus szocializmus, Baloldali populizmus                                                                                |
| 3           |                    | LA                 | Haza Mozgalom Lëvizja Atdheu | Kreshnik Osmani | Jobboldali populizmus |
| 4           |                    | KEA                | Euroatlantikus Koalíció Koalicioni "Euro-Atlantike" | Endri Hasa      | Liberális konzervativizmus |
| 5           |                    | PS                 | Albán Szocialista Párt Partia Socialiste e Shqipërisë Összetétel - Albán Szocialista Párt (PS) Partia Socialiste e Shqipërisë - Macedón Szövetség az Európai Integrációért (AMIE) Aleanca Maqedonase për Integrimin Europian | Edi Rama        | Szociáldemokrácia, Harmadikutasság                                                                                             |
| 6           |                    | NSHB               | Albánia Megvalósul Kezdeményezés Koalicioni "Nisma Shqipëria Bëhet" Összetétel - Hashtag Kezdeményezés (NTH) Nisma Thurje - Albánia Megvalósul Párt (LSHB) Lëvizja Shqipëria Bëhet - Albán Munkások Jogaiért Liga (LDPSH) Lidhja Për të Drejtat e Punëtorëve Shqiptarë | Adriatik Lapaj  | Centrizmus, Populizmus |
| 7           |                    | AKSH               | Albán Nemzeti Szövetség Aleanca Kombëtare Shqiptare | Elena Kocaqi    | Polgári nacionalizmus, Populizmus                                                                                              |
| 8           |                    | ADR                | Új Demokrácia Szövetsége Párt Partia Aleanca Demokracia e Re | Edmond Stojku   | Szociálliberalizmus |
| 9           |                    | DZH                | Jobboldal a Fejlődésért Koalicioni "Djathtas për Zhvillim" Összetétel - Djathtas 1912 (DJATHTAS) Djathtas 1912 - Nemzeti Fejlődésért Mozgalom (LZHK) Lëvizja për Zhvillim Kombëtar | Dashamir Shehi  | Liberális konzervativizmus |
| 10          |                    | PM                 | Lehetőség Párt Partia Mundësia | Agron Shehaj    | Liberális konzervativizmus |
| 11          |                    | PSD                | Albán Szociáldemokrata Párt Partia Socialdemokrate e Shqipërisë | Tom Doshi       | Szociáldemokrácia |

## Kampány
Az albán választási törvény kimondja, hogy a kampányidőszak 30 nappal a választás időpontja előtt kezdődhet, és legkésőbb 24 órával a szavazás előtt véget kell, hogy érjen, a választás előtti nap kampánycsendnek minősül.
A választási kampányt a közösségi média széles körű használata jellemezte, kifejezetten a kisebb pártok részéről, mivel számukra kevesebb televíziós megjelenési lehetőség állt rendelkezésre, mint a nagyobb pártoknak.

### TikTok betiltása
2024. december 21-én Edi Rama miniszterelnök bejelentette, hogy 2025 elejétől kezdődve a TikTok közösségi médiafelületet betiltják Albániában legalább egy évre. Rama egy tinédzser halálára hivatkozott, aki egy, a TikTokhoz köthető konfliktusból kialakult verekedésben veszítette életet, valamint aggodalmát fejezte ki a közösségi média olyan lehetséges hatásai miatt, amelyek a fiatalkorúakat erőszakosabbá teszik. A tilalommal egy időben az albán kormány oktatási programokat kíván szervezni diákok és szülők számára egyaránt.
2025. március 13-án az albán kommunikációs és kibervédelmi hatóságok a kormány döntései alapján utasította az összes internetszolgáltatót Albániában, hogy blokkolják a TikTok IP-címeit, DNS név feloldását és szervernévjelzéseit, valamit a ByteDance IP-címeit is.
Az Albán Demokrata Párt és az Együtt Mozgalom kritizálta ezt a döntést, mivel szerintük ez az online kampányt nehezíti meg, és március 15-én több százan tüntettek a betiltás ellen.

### Szavazatvásárlás vádjai
Az Albán Demokrata Párt azzal vádolta az Albán Szocialista Párt egyes tagjait, hogy megpróbáltak szavazatokat vásárolni. A vádak szerint Andi Marku, a PS kolshi vezetője is érintett az ügyben. Pjerin Ndreu, Lezha polgármestere elutasította a vádakat, provokációnak nevezve azokat. Beszámolók szerint két demokrata politikus eltorlaszolta az utat Andi Marku és egy másik szocialista politikus elől, mivel szerintük szavazatokat próbáltak vásárolni.
WhatsApp-üzenetekkel koordinált szavazatvásárlás vádjával szembesült az Albán Szociáldemokrata Párt (PSD) egyik helyi vezetője, Ardian Hysa is. Ennek következtében a Különleges Korrupcióellenes Bizottság (SPAK) engedélyt adott Hysa üzleti- és magántulajdonának átkutatására.

### Megfigyelők
Az Európai Biztonsági és Együttműködési Szervezet Lamberto Zannier vezetésével 338 tisztviselőt küld ki, hogy megfigyeljék a választás menetét.

## Eredmények
A választás részletes eredményei a következők:
| Párt | Párt                                                   | Szavazatszám | Szavazatarány | Megszerzett mandátumok | +/–         |
| ---- | ------------------------------------------------------ | ------------ | ------------- | ---------------------- | ----------- |
|      | Albán Szocialista Párt (PS)                            | 856 177      | 53,27%        | 83                     | 9           |
|      | Demokrata Párt–Szövetség egy Nagy Albániáért (PD–ASHM) | 529 354      | 32,93%        | 50                     | 13          |
|      | Albánia Megvalósul Kezdeményezés (NSHB)                | 64 264       | 4,00%         | 1                      | 1 (Új párt) |
|      | Albán Szociáldemokrata Párt (PSD)                      | 49 890       | 3,10%         | 3                      | Állandó     |
|      | Lehetőség Párt (PM)                                    | 48 995       | 3,05%         | 2                      | 1 (Új párt) |
|      | Együtt Mozgalom (LB)                                   | 24 616       | 1,53%         | 1                      | 1           |
|      | Euroatlantikus Koalíció (KEA)                          | 20 863       | 1,30%         | 0                      | (Új párt)   |
|      | Jobboldal a Fejlődésért (DZH)                          | 6 019        | 0,37%         | 0                      | 1           |
|      | Albán Nemzeti Szövetség (AKSH)                         | 3 787        | 0,24%         | 0                      | (Új párt)   |
|      | Haza Mozgalom (LB)                                     | 2 255        | 0,14%         | 0                      | (Új párt)   |
|      | Új Demokrácia Szövetsége Párt (ADR)                    | 1 127        | 0,07%         | 0                      | Állandó     |

## Fordítás
Ez a szócikk részben vagy egészben  a(z)   2025 Albanian parliamentary election című angol Wikipédia-szócikk fordításán alapul.  Az eredeti cikk szerkesztőit annak laptörténete sorolja fel. Ez a jelzés csupán a megfogalmazás eredetét és a szerzői jogokat jelzi, nem szolgál a cikkben szereplő információk forrásmegjelöléseként.